# Pınar Ayhan
Pınar Ayhan, geboren als Pınar Karakoç (Diyarbakır, 28 maart 1972), is een Turkse zangeres.

## Biografie
Pınar waagde in 1996 voor het eerst haar kans in de Turkse preselectie voor het Eurovisiesongfestival. Met Var mısın söyle eindigde ze als tweede. Ook in 1998 nam ze deel aan de Turkse preselectie. In 2000, bij haar derde poging, won ze met Yorgunum anla. Hierdoor mocht ze haar vaderland mocht vertegenwoordigen op het Eurovisiesongfestival 2000 in de Zweedse hoofdstad Stockholm. Daar eindigde ze als tiende.
1975: Semiha Yankı · 
1978: Nilüfer & Nazar · 
1980: Ajda Pekkan · 
1981: Modern Folk Trio & Ayşegül · 
1982: Neco · 
1983: Çetin Alp & The Short Waves · 
1984: Beş Yıl Önce On Yıl Sonra · 
1985: MFÖ · 
1986: Klips ve Onlar · 
1987: Seyyal Taner & Lokomotif · 
1988: MFÖ · 
1989: Pan · 
1990: Kayahan · 
1991: İzel Çeliköz, Reyhan Karaca & Can Uğurluer · 
1992: Aylin Vatankoş · 
1993: Burak Aydos · 
1995: Arzu Ece · 
1996: Şebnem Paker · 
1997: Şebnem Paker & Grup Etnik · 
1998: Tüzmen · 
1999: Tuba Önal & Grup Mistik · 
2000: Pınar Ayhan & Grup SOS · 
2001: Sedat Yüce · 
2002: Buket Bengisu & Grup Safir · 
2003: Sertab Erener · 
2004: Athena · 
2005: Gülseren · 
2006: Sibel Tüzün · 
2007: Kenan Doğulu · 
2008: Mor ve Ötesi · 
2009: Hadise · 
2010: MaNga · 
2011: Yüksek Sadakat · 
2012: Can Bonomo